# Spermacoce egleri
Spermacoce egleri är en måreväxtart som först beskrevs av Dimitri Sucre Benjamin och C.G.Costa, och fick sitt nu gällande namn av Rafaël Herman Anna Govaerts. Spermacoce egleri ingår i släktet Spermacoce och familjen måreväxter. Inga underarter finns listade i Catalogue of Life.